# Irmgard Kriseleit
Irmgard Kriseleit († 11. April 2017) war eine deutsche Klassische Archäologin.

## Leben
Irmgard Kriseleit studierte an der Humboldt-Universität zu Berlin und schloss das Studium als Dipl.-Phil. ab. Während ihres Studiums erlebte sie die Rückführung eines Teiles der 1945 als Beutekunst in die Sowjetunion verbrachten Artefakte der Berliner Antikensammlung. Noch während ihres Studiums war sie als Führerin im Museum aktiv. Sie begann nach ihrem Studium mit der regulären Arbeit im Pergamonmuseum. Nachdem Kriseleit zunächst in der Ostasiatischen Sammlung tätig gewesen war, wechselte sie zur Antikensammlung, wo sie seit 1963 zunächst wissenschaftliche Assistentin und schließlich wissenschaftliche Mitarbeiterin war. Von 1977 bis 1982 war sie stellvertretende Direktorin der Sammlung. Ende 2001 ging sie in den Ruhestand.
Kriseleit war in der Antikensammlung zunächst für die Terrakotten verantwortlich, später widmete sie sich besonders den Mosaiken. Hier war sie unter anderem auch für die Restaurierung der Mosaike aus Belkis und Gerasa verantwortlich. 1985 konnte sie diese in einer eigenen Ausstellung präsentieren. Schon 1981/82 nahm sie Einfluss auf die Umgestaltung der Sammlung und sorgte dafür, dass im Obergeschoss des Museums ein ganzer Raum für Terrakotten eingerichtet wurde. 1998 war sie an der Neuaufstellung der nach der deutschen Wiedervereinigung wieder vereinten Berliner Antikensammlungen im Alten Museum beteiligt. Ferner war sie Mitorganisatorin mehrerer Ausstellungen wie „Die Welt der Etrusker. Archäologische Denkmäler aus Museen der sozialistischen Länder“ (1988) und „Bürgerwelten. Hellenistische Tonfiguren und Nachschöpfungen im 19. Jahrhundert“ (1994).

## Schriften
- Antike Mosaiken. Aus den Beständen der Antikensammlung im Pergamonmuseum, Staatliche Museen zu Berlin – Antikensammlung, Berlin 1985.
- mit Gerhard Zimmer und J. Cordelia Eule: Bürgerwelten. Hellenistische Tonfiguren und Nachschöpfungen im 19. Jh. von Zabern, Mainz 1995, ISBN 3-8053-1639-9.
- Antike Mosaiken. Altes Museum, Pergamonmuseum. Zabern, Mainz 2000, ISBN 3-8053-2602-5.